# Rhipidia pulchra
Rhipidia pulchra är en tvåvingeart som beskrevs av De Meijere 1904. Rhipidia pulchra ingår i släktet Rhipidia och familjen småharkrankar. Inga underarter finns listade i Catalogue of Life.